# Shanshui hua

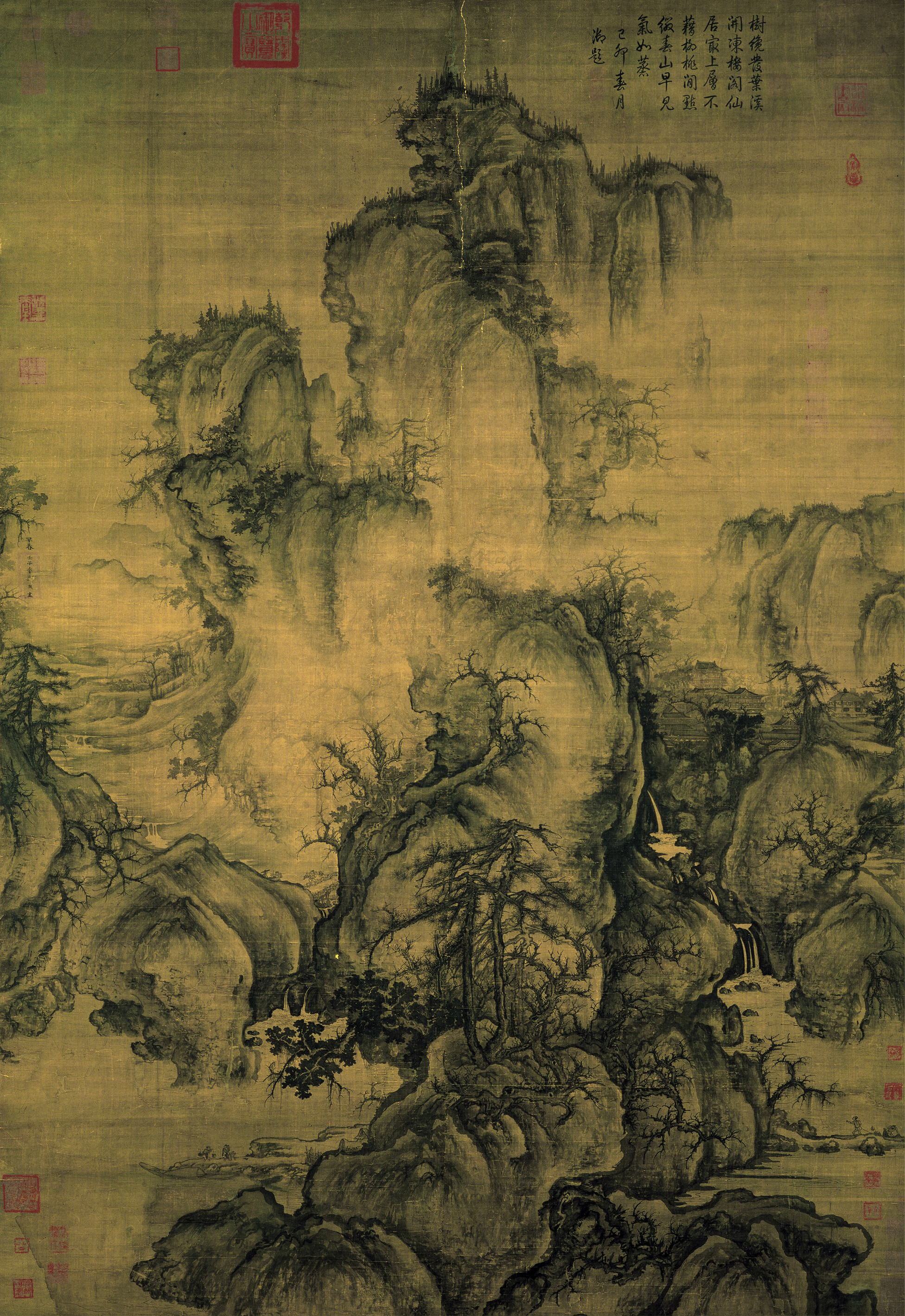
Tidig vår (早春)
Tusch och färg på siden
Guo Xi (1072)

Shanshui hua (kinesiska: 山水画?, pinyin: shānshuǐ huà, 'landskapsmåleri'), ofta bara kallat shanshui (landskap), är traditionellt kinesiskt landskapsmåleri, med rötter i Suidynastin, i vilken man använder pensel och tusch. Berg, floder och ofta vattenfall är vanligt förekommande motiv. 
Shanshui har haft brett inflytande även på andra konstyttringar. Exempel på influenser i film är bland annat Te Weis animerade Feeling from Mountain and Water (1988) som också hämtar sin titel från stilen. Vidare återkommer element ur stilen i scenografin i filmer som Flying Daggers och Hero.